# Матчи сборной Санкт-Петербурга по футболу (1913)
Сезон 1913 года стал 12-м в истории сборной Санкт-Петербурга по футболу.
В нём сборная провела
- 9 официальных матчей
  - 2 соревновательных в рамках Чемпионата Российской империи
  - 7 товарищеских международных
- 8 неофициальных матчей

## Классификация матчей
По установившейся в отечественной футбольной истории традиции официальными принимаются
- Все соревновательные матчи[К 4] официальных турниров — чемпионатов СССР, Российской империи и РСФСР — во времена, когда они проводились среди сборных городов (регионов, республик), и сборная Санкт-Петербурга (Ленинграда) была субъектом этих соревнований; к числу таковых относятся также матчи футбольных турниров на Спартакиадах народов СССР 1956 и 1979 года.
- Междугородние товарищеские игры сборной сильнейшего состава без формальных ограничений[К 5] с адекватным по статусу соперником. Матчи с клубами Санкт-Петербурга и других городов, со сборными не сильнейшего состава и д.п. составляют другую категорию матчей.
- Международные матчи с соперниками топ-уровня — в составах которых выступали футболисты, входившие в национальные сборные либо выступавшие в чемпионатах (лигах) высшего соревновательного уровня своих стран — как профессионалы, так и любители[К 6]. Практиковавшиеся (в основном, в 1920—1930-х годах) международные матчи с так называемыми «рабочими» и им подобными по уровню командами, состоявшими, как правило, из неконкурентоспособных игроков-любителей невысокого уровня, заканчивавшиеся нередко их разгромными поражениями, отнесены в отдельную категорию матчей.

## Статистика сезона
| 1913          |                                                    |     |
| Н (1)         | Санкт-Петербург (рус-англ) — Санкт-Петербург (рус) | 6:0 |
| Н (2)         | Санкт-Петербург (рус-англ) — Санкт-Петербург (рус) | 4:3 |
| МН 7          | Санкт-Петербург — Швеция                           | 1:5 |
| МН 8          | Санкт-Петербург — Швеция                           | 2:3 |
| МН 9          | Санкт-Петербург — Гельсингфорс                     | 0:4 |
| МН 10         | Санкт-Петербург — Гельсингфорс                     | 2:1 |
| МН 11         | Санкт-Петербург — Гельсингфорс                     | 4:4 |
| Н (3)         | Санкт-Петербург — Санкт-Петербург (студенческая)   | 2:1 |
| Н (4)         | Санкт-Петербург — Санкт-Петербург (II)             | 7:6 |
| Н (5)         | Санкт-Петербург — Санкт-Петербург (II)             | 8:5 |
| Н (6)         | Санкт-Петербург — Санкт-Петербург (II)             | 7:2 |
| МН 12         | Санкт-Петербург — Гельсингфорс                     | 0:9 |
| МН 13         | Санкт-Петербург — VfB Лейпциг                      | 2:3 |
| С 3           | Санкт-Петербург — Москва                           | 3:0 |
| С 4           | Санкт-Петербург — Одесса                           | 2:4 |
| Н (7)         | Санкт-Петербург — «Спорт»                          | 1:2 |
| Н (8)         | Санкт-Петербург — Одесса (II)                      | 6:1 |
| Итого         |                                                    |     |
| И В Н П М     |                                                    |     |
| 9 2 1 6 16−33 |                                                    |     |
| 8 7 0 1 41−20 |                                                    |     |

## Официальные матчи

### 16. Санкт-Петербург — Швеция — 1:5
Международный товарищеский матч 7 (отчет)

| Санкт-Петербург    | 1:5 | Швеция                                 |
| ------------------ | --- | -------------------------------------- |
| - В.Бутусов (1:4)′ |     | - Ховандер - И.Свенссон - К.Густафссон |

| Игрок              | Клуб      |                                                                                    | Вышел на замену | Гол   |
| ------------------ | --------- | ---------------------------------------------------------------------------------- | --------------- | ----- |
| Борейша, Пётр      | «Унитас»  | Серебряный гол · Серебряный гол · Серебряный гол · Серебряный гол · Серебряный гол | 5               | (-10) |
|                    |           |                                                                                    |                 |       |
| Соколов, Пётр      | «Унитас»  |                                                                                    | 9               | 2     |
| Яковлев, Михаил    | «Унитас»  |                                                                                    | 3               |       |
|                    |           |                                                                                    |                 |       |
| Хромов, Никита     | «Унитас»  |                                                                                    | 11              |       |
| Стэнфорд, Эдуард   | «Унитас»  |                                                                                    | 3               |       |
| Каракосов, Алексей | «Нарва»   |                                                                                    | 1               |       |
|                    |           |                                                                                    |                 |       |
| Эндрю, Уильям      | «Унитас»  |                                                                                    | 3               | 1     |
| Виберг, Брур       | «Невский» |                                                                                    | 2               | 1     |
| Бутусов, Василий   | «Унитас»  | Гол                                                                                | 6               | 4     |
| Уилберфорс, В.     | «Унитас»  |                                                                                    | 1               |       |
| Иванов, Александр  | «Унитас»  |                                                                                    | 5               |       |

| Швеция       |                 |
| ------------ | --------------- |
| К.Густавссон |                 |
|              |                 |
| Мальм        |                 |
| Тёрнквист    |                 |
|              |                 |
| Ф.Петерссон  |                 |
| К.Густафссон | Гол             |
| С.Петерсен   |                 |
|              |                 |
| Хелльберг    |                 |
| Ховандер     | Гол · Гол · Гол |
| И.Свенссон   | Гол             |
| Дальстрём    |                 |
| Ансен        |                 |

### 17. Санкт-Петербург — Швеция — 2:3
Международный товарищеский матч 8 (отчет)

| Санкт-Петербург                | 2:3 | Швеция                                                           |
| ------------------------------ | --- | ---------------------------------------------------------------- |
| - В.Бутусов ~40′ (пен.) (2:3)′ |     | - 4′ И.Свенссон - ~35′ Дальстрём - ~50′ ~60' (пен.) К.Густафссон |

| Игрок              | Клуб         |                                                  | Вышел на замену | Гол   |
| ------------------ | ------------ | ------------------------------------------------ | --------------- | ----- |
| Борейша, Пётр      | «Унитас»     | Серебряный гол · Серебряный гол · Серебряный гол | 6               | (-13) |
|                    |              |                                                  |                 |       |
| Яковлев, Михаил    | «Унитас»     |                                                  | 4               |       |
| Мосс, Пол          | «Невский»    |                                                  | 1               |       |
|                    |              |                                                  |                 |       |
| Лагунов, Дмитрий   | «Петровский» |                                                  | 1               |       |
| Хромов, Никита     | «Унитас»     |                                                  | 12              |       |
| Каракосов, Алексей | «Нарва»      |                                                  | 2               |       |
|                    |              |                                                  |                 |       |
| Егоров, Иван       | «Спорт»      |                                                  | 9               | 2     |
| Суворов, Андрей    | «Спорт»      |                                                  | 4               | 1     |
| Бутусов, Василий   | «Унитас»     | Гол · Гол                                        | 7               | 6     |
| Капелькин, Ал.     | «Меркур»     |                                                  | 1               |       |
| Соловьёв, Михаил   | «Меркур»     |                                                  | 1               |       |

| Швеция       |     |
| ------------ | --- |
| К.Густавссон |     |
|              |     |
| Мальм        |     |
| Тёрнквист    |     |
|              |     |
| Эксберг      |     |
| К.Густафссон | Гол |
| С.Петерсен   |     |
|              |     |
| Хелльберг    |     |
| Ховандер     |     |
| И.Свенссон   | Гол |
| Дальстрём    | Гол |
| Ансен        |     |

### 18. Санкт-Петербург — Гельсингфорс — 0:4
Международный товарищеский матч 9 (отчет)

| Санкт-Петербург | 0:4 | Гельсингфорс                                      |
| --------------- | --- | ------------------------------------------------- |
|                 |     | - 30′ (3)′ А.Нююссёнен - 46′ Ёман - (4)′ Викстрём |

| Игрок                  | Клуб         |                                                                   | Вышел на замену | Гол  |
| ---------------------- | ------------ | ----------------------------------------------------------------- | --------------- | ---- |
| Коробицын, Александр   | «Меркур»     | Серебряный гол · Серебряный гол · Серебряный гол · Серебряный гол | 1               | (-4) |
|                        |              |                                                                   |                 |      |
| Мосс, Пол              | «Невский»    |                                                                   | 2               |      |
| Марков, Владимир       | «Спорт»      |                                                                   | 6               |      |
|                        |              |                                                                   |                 |      |
| Бодров, Григорий       | «Спорт»      |                                                                   | 1               |      |
| Лагунов, Дмитрий       | «Петровский» |                                                                   | 2               |      |
| Каракосов, Алексей     | «Нарва»      |                                                                   | 3               |      |
|                        |              |                                                                   |                 |      |
| Егоров, Иван           | «Спорт»      |                                                                   | 10              | 2    |
| Статковский, Александр | «Меркур»     |                                                                   | 1               |      |
| Капелькин, Ал.         | «Меркур»     |                                                                   | 2               |      |
| Киселёв, Дмитрий       | «Меркур»     |                                                                   | 1               |      |
| Филиппов, Сергей       | «Коломяги»   |                                                                   | 5               |      |

| Гельсингфорс |           |
| ------------ | --------- |
| Таммисало    |           |
|              |           |
| Холопайнен   |           |
| Саксель      |           |
|              |           |
| Р.Лундквист  |           |
| Э.Сойнио     |           |
| Лиетола      |           |
|              |           |
| Таннер       |           |
| Викстрём     | Гол       |
| А.Нююссёнен  | Гол · Гол |
| Ёман         | Гол       |
| Энгберг      |           |

### 19. Санкт-Петербург — Гельсингфорс — 2:1
Международный товарищеский матч 10 (отчет)

| Санкт-Петербург             | 2:1 | Гельсингфорс      |
| --------------------------- | --- | ----------------- |
| - К.Боде 3′ - Е.Боде (2:0)′ |     | - 80′ А.Нююссёнен |

| Игрок               | Клуб         |                | Вышел на замену | Гол  |
| ------------------- | ------------ | -------------- | --------------- | ---- |
| Воронин, Фёдор      | «Павловск»   | Серебряный гол | 1               | (-1) |
|                     |              |                |                 |      |
| Соколов, Пётр       | «Унитас»     |                | 10              | 2    |
| Хухрин, Аркадий     | «Петровский» |                | 1               |      |
|                     |              |                |                 |      |
| Уверский, Алексей   | «Спорт»      |                | 11              |      |
| Хромов, Никита      | «Унитас»     |                | 13              |      |
| Лагунов, Дмитрий    | «Петровский» |                | 3               |      |
|                     |              |                |                 |      |
| Егоров, Иван        | «Спорт»      |                | 11              | 2    |
| Суворов, Андрей     | «Спорт»      |                | 5               | 1    |
| Боде II, Константин | «Павловск»   | Гол            | 1               | 1    |
| Боде I, Евгений     | «Павловск»   | Гол            | 1               | 1    |
| Нокс, Джон          | «Невский»    |                | 1               |      |

| Гельсингфорс   |     |
| -------------- | --- |
| Таммисало      |     |
|                |     |
| Холопайнен     |     |
| Саксель        |     |
|                |     |
| Р.Лундквист    |     |
| Э.Сойнио       |     |
| Лиетола        |     |
|                |     |
| И.Нююссёнен I  |     |
| Ёман           |     |
| А.Нююссёнен II | Гол |
| Викстрём       |     |
| Энгберг        |     |

### 20. Санкт-Петербург — Гельсингфорс — 4:4
Международный товарищеский матч 11 (отчет)

| Санкт-Петербург                                     | 4:4 | Гельсингфорс                                                                     |
| --------------------------------------------------- | --- | -------------------------------------------------------------------------------- |
| - Монро 5′ (3:3)′ - Е.Боде (2:3)′ - Н.Детлов (4:3)′ |     | - (1:1)′ (пен.) Э.Сойнио - (1:2)′ Р.Лундквист - (1:3)′ А.Нююссёнен - (4:4)′ Ёман |

| Игрок              | Клуб         |                                                                   | Вышел на замену | Гол  |
| ------------------ | ------------ | ----------------------------------------------------------------- | --------------- | ---- |
| Детлов, Евгений    | «Унитас»     | Серебряный гол · Серебряный гол · Серебряный гол · Серебряный гол | 1               | (-4) |
|                    |              |                                                                   |                 |      |
| Соколов, Пётр      | «Унитас»     |                                                                   | 11              | 2    |
| Хухрин, Аркадий    | «Петровский» |                                                                   | 2               |      |
|                    |              |                                                                   |                 |      |
| Иконников I, Борис | «Унитас»     |                                                                   | 1               |      |
| Хромов, Никита     | «Унитас»     |                                                                   | 14              |      |
| Лагунов, Дмитрий   | «Петровский» |                                                                   | 4               |      |
|                    |              |                                                                   |                 |      |
| Эндрю, Уильям      | «Унитас»     |                                                                   | 4               | 1    |
| Детлов, Николай    | «Унитас»     | Гол                                                               | 1               | 1    |
| Монро, Александр   | «Невский»    | Гол · Гол                                                         | 6               | 4    |
| Боде I, Евгений    | «Павловск»   | Гол                                                               | 2               | 2    |
| Филиппов, Сергей   | «Коломяги»   |                                                                   | 6               |      |

| Гельсингфорс   |     |
| -------------- | --- |
| Таммисало      |     |
|                |     |
| Холопайнен     |     |
| Саксель        |     |
|                |     |
| Р.Лундквист    | Гол |
| Э.Сойнио       | Гол |
| Мантилла       |     |
|                |     |
| И.Нююссёнен I  |     |
| Ёман           | Гол |
| А.Нююссёнен II | Гол |
| Викстрём       |     |
| Энгберг        |     |

### 21. Санкт-Петербург — Гельсингфорс — 0:9
Международный товарищеский матч 12 (отчет)

| Санкт-Петербург | 0:9 | Гельсингфорс                                        |
| --------------- | --- | --------------------------------------------------- |
|                 |     | - 6′ (2)′ Викстрём - (3)′ Энгберг - 50′ А.Нююссёнен |

| Игрок               | Клуб         |     | Вышел на замену | Гол   |
| ------------------- | ------------ | --- | --------------- | ----- |
| Воронин, Фёдор      | «Павловск»   | х 9 | 2               | (-10) |
|                     |              |     |                 |       |
| Соколов, Пётр       | «Унитас»     |     | 12              | 2     |
| Хухрин, Аркадий     | «Петровский» |     | 3               |       |
|                     |              |     |                 |       |
| Уверский, Алексей   | «Спорт»      |     | 12              |       |
| Хромов, Никита      | «Унитас»     |     | 15              |       |
| Иконников I, Борис  | «Унитас»     |     | 2               |       |
|                     |              |     |                 |       |
| Егоров, Иван        | «Спорт»      |     | 12              | 2     |
| Суворов, Андрей     | «Спорт»      |     | 6               | 1     |
| Боде II, Константин | «Павловск»   |     | 2               | 1     |
| Лагунов, Дмитрий    | «Петровский» |     | 5               |       |
| Филиппов, Сергей    | «Коломяги»   |     | 7               |       |

| Гельсингфорс   |                 |
| -------------- | --------------- |
| Таммисало      |                 |
|                |                 |
| Холопайнен     |                 |
| Саксель        |                 |
|                |                 |
| Мантилла       |                 |
| Р.Лундквист    |                 |
| Лиетола        |                 |
|                |                 |
| И.Нююссёнен I  |                 |
| Ёман           |                 |
| А.Нююссёнен II | Гол             |
| Викстрём       | Гол · Гол       |
| Энгберг        | Гол · Гол · Гол |

### 22. Санкт-Петербург — VfB Лейпциг — 2:3
Международный товарищеский матч 13 (отчет)

| Санкт-Петербург                          | 2:3 | VfB Лейпциг |
| ---------------------------------------- | --- | ----------- |
| - Монро (1:0)′ - Д.Киселёв (2:1)′ (пен.) |     |             |

| Игрок              | Клуб         |                                                  | Вышел на замену | Гол   |
| ------------------ | ------------ | ------------------------------------------------ | --------------- | ----- |
| Борейша, Пётр      | «Унитас»     | Серебряный гол · Серебряный гол · Серебряный гол | 7               | (-16) |
|                    |              |                                                  |                 |       |
| Соколов, Пётр      | «Унитас»     | [ К 7 ]                                          | 13              | 2     |
| Хухрин, Аркадий    | «Петровский» |                                                  | 4               |       |
|                    |              |                                                  |                 |       |
| Лагунов, Дмитрий   | «Петровский» |                                                  | 6               |       |
| Хромов, Никита     | «Унитас»     |                                                  | 16              |       |
| Каракосов, Алексей | «Нарва»      |                                                  | 4               |       |
|                    |              |                                                  |                 |       |
| Егоров, Иван       | «Спорт»      |                                                  | 13              | 2     |
| Детлов, Николай    | «Унитас»     |                                                  | 2               | 1     |
| Бутусов, Василий   | «Унитас»     |                                                  | 8               | 6     |
| Монро, Александр   | «Невский»    | Гол                                              | 7               | 5     |
| Киселёв, Дмитрий   | «Меркур»     | Гол                                              | 2               | 1     |

| VfB Лейпциг |  |
| ----------- |  |
| Гримм       |  |
|             |  |
| А.Херманн   |  |
| Шёне        |  |
|             |  |
| Фёрстер     |  |
| Ментерт     |  |
| Михел       |  |
|             |  |
| Винтер      |  |
| Паульсен    |  |
| Эди         |  |
| Г.Рихтер    |  |
| Берт        |  |

### 23. Санкт-Петербург — Москва — 3:0
Соревновательный матч 3 — Чемпионат Российской империи 1913, 1/2 финала (отчет)

| Санкт-Петербург                                   | 3:0 (от) | Москва |
| ------------------------------------------------- | -------- | ------ |
| - С.Филиппов 98′ - В.Бутусов 106′ - Н.Детлов 115′ |          |        |

| Игрок            | Клуб         |     | Вышел на замену | Гол  |
| ---------------- | ------------ | --- | --------------- | ---- |
| Шаверин, Сергей  | «Меркур»     |     | 1               | (-0) |
|                  |              |     |                 |      |
| Хухрин, Аркадий  | «Петровский» |     | 5               |      |
| Громов, Николай  | «Спорт»      |     | 1               |      |
|                  |              |     |                 |      |
| Виберг, Брур     | «Спорт»      |     | 3               | 1    |
| Хромов, Никита   | «Унитас»     |     | 17              |      |
| Лагунов, Дмитрий | «Петровский» |     | 7               |      |
|                  |              |     |                 |      |
| Егоров, Иван     | «Спорт»      |     | 14              | 2    |
| Детлов, Николай  | «Унитас»     | Гол | 3               | 2    |
| Бутусов, Василий | «Унитас»     | Гол | 9               | 7    |
| Монро, Александр | «Унитас»     |     | 8               | 5    |
| Филиппов, Сергей | «Коломяги»   | Гол | 8               | 1    |

| Москва        |  |
| ------------- |  |
| Матрин        |  |
|               |  |
| Воронцов      |  |
| Эйдж          |  |
|               |  |
| Акимов        |  |
| В.Чарнок      |  |
| Воздвиженский |  |
|               |  |
| Н.Денисов     |  |
| А.Троицкий    |  |
| Манин         |  |
| Житарев       |  |
| С.Романов     |  |

### 24. Санкт-Петербург — Одесса — 2:4
Соревновательный матч 4 — Чемпионат Российской империи 1913, финал (отчет)

| Санкт-Петербург     | 2:4 | Одесса                                                   |
| ------------------- | --- | -------------------------------------------------------- |
| - В.Бутусов 45′ 80′ |     | - 29′ 68′ (пен.) Э.Джекобс - 48′ Тауненд - 51′ Богемский |

| Игрок             | Клуб         |                                                                   | Вышел на замену | Гол  |
| ----------------- | ------------ | ----------------------------------------------------------------- | --------------- | ---- |
| Шаверин, Сергей   | «Меркур»     | Серебряный гол · Серебряный гол · Серебряный гол · Серебряный гол | 2               | (-4) |
|                   |              |                                                                   |                 |      |
| Хухрин, Аркадий   | «Петровский» |                                                                   | 6               |      |
| Громов, Николай   | «Спорт»      |                                                                   | 2               |      |
|                   |              |                                                                   |                 |      |
| Уверский, Алексей | «Спорт»      |                                                                   | 13              |      |
| Хромов, Никита    | «Унитас»     |                                                                   | 18              |      |
| Виберг, Брур      | «Спорт»      |                                                                   | 4               | 1    |
|                   |              |                                                                   |                 |      |
| Егоров, Иван      | «Спорт»      |                                                                   | 15              | 2    |
| Детлов, Николай   | «Унитас»     |                                                                   | 4               | 2    |
| Бутусов, Василий  | «Унитас»     | Гол · Гол                                                         | 10              | 9    |
| Киселёв, Дмитрий  | «Меркур»     |                                                                   | 3               | 1    |
| Филиппов, Сергей  | «Коломяги»   |                                                                   | 9               | 1    |

| Одесса         |           |
| -------------- | --------- |
| Каждан         |           |
|                |           |
| Гаттон         |           |
| М.Мизерский    |           |
|                |           |
| Иванов-Караджи |           |
| Гизер          |           |
| Карр           |           |
|                |           |
| Дыхно          |           |
| Злочевский     |           |
| Богемский      | Гол       |
| Э.Джекобс      | Гол · Гол |
| Тауненд        | Гол       |

|  |  |  |

## Неофициальные матчи
1. Тренировочный матч
| 7 апр Неоф (1) | Санкт-Петербург («русско-английская») | 6:0 | Санкт-Петербург («русская») | Поле «Коломяг», Санкт-Петербург |
| |                                       |     |                             | Зрителей: 800                   |
| Санкт-Петербург: Борейша (2Т Йонг) - П.Соколов, М.Яковлев - Хромов, Стэнфорд, Монро - Эндрю, Виберг, В.Бутусов, Нокс, С.Филиппов Санкт-Петербург: Коробицын (46' Фидельский (2Т Борейша)) - Мосс, Каракосов - Гаевский, Северов, Д.Лагунов - И.Егоров (46' Дробинский), Суворов (46' Н.Детлов), Самойлов, П.Сорокин, М.Соловьев (46' Хмелевский) |                                       |     |                             |                                 |

2. Тренировочный матч
| 12 апр Неоф (2) | Санкт-Петербург («русско-английская») | 4:3 | Санкт-Петербург («русская») | Поле «Унитаса», Санкт-Петербург |
| Санкт-Петербург: Борейша - П.Соколов, М.Яковлев - Хромов, Стэнфорд, Виберг - Дробинский, Н.Детлов, В.Бутусов, Уилберфорс, С.Филиппов Санкт-Петербург: Фидельский (46' Коробицын) - Л.Ганзен, Мосс - Д.Лагунов, Северов, Каракосов - И.Егоров, Суворов, Самойлов, А.Капелькин, М.Соловьев |                                       |     |                             |                                 |

3. Тренировочный матч
| 3 июн Неоф (3) | Санкт-Петербург | 2:1 | Санкт-Петербург («студенческая») | Поле «Спорта», Санкт-Петербург |
| | - Нокс          |     |                                  | Судья: А.Шульц                 |
| Санкт-Петербург: Воронов - И.Егоров, А.Хухрин - Лагунов, Хромов, Бодров - Эндрю, Н.Детлов, Монро, Нокс, Миллер Санкт-Петербург: Красовский - ?, Власенко - Гаевский, ?, Б.Иконников - Полунин, Суворов, В.Бутусов, С.Филиппов, В.Марков |                 |     |                                  |                                |

4. Тренировочный матч
| 16 июн Неоф (4) | Санкт-Петербург | 7:6 | Санкт-Петербург (II) | Поле «Унитаса», Санкт-Петербург |
| Санкт-Петербург: Е.Детлов - П.Соколов, М.Яковлев - Уверский, Хромов, Лагунов - Эндрю, Н.Детлов, В.Бутусов, Монро, С.Филиппов Санкт-Петербург: Потапов - Громов, А.Хухрин - А.Блинков, Виберг, Е.Иконников - И.Егоров, Суворов, Нокс, Зиккель, Мальцев |                 |     |                      |                                 |

5. Тренировочный матч
| 23 июн Неоф (5) | Санкт-Петербург   | 8:5 | Санкт-Петербург (II)                                    | Поле «Павловско-терлецких», Павловск |
| | - Н.Детлов (1:0)′ |     | - (1:1)′ (2:3)′ пен. Е.Боде - (1:2)′ (2:4)′ (7:5)′ Нокс |                                      |
| Санкт-Петербург: Е.Детлов - П.Соколов, А.Хухрин - Уверский, Хромов, Лагунов - Эндрю, Н.Детлов, В.Бутусов, Монро, С.Филиппов Санкт-Петербург: Воронин - Стуббингс, Громов - Б.Иконников, Виберг, Власенко - И.Егоров, Суворов, Е.Боде, Нокс, Мальцев |                   |     |                                                         |                                      |

6. Спортивный праздник в клубе «Унитас»
| 28 июл Неоф (6) | Санкт-Петербург | 7:2 | Санкт-Петербург (II) | Поле «Унитаса», Санкт-Петербург |
| | - Эндрю (1:0)′  |     | - (1:1)′ Сандерс     | Зрителей: ~5000                 |
| Санкт-Петербург: Е.Детлов - П.Соколов, М.Яковлев - Уверский, Хромов, Лагунов - Эндрю, Н.Детлов, Монро, Д.Киселёв, С.Филиппов Санкт-Петербург: Картошкин - А.Хухрин, Громов - Б.Иконников, Бодров, Е.Иконников - И.Егоров, Томсен, Сандерс, Г.Никитин, Зиккель |                 |     |                      |                                 |

7. Юбилейный спортивный праздник клуба «Спорт»
| 26 сен Неоф (7) | Санкт-Петербург   | 1:2 | «Спорт»           | Поле «Спорта», Санкт-Петербург |
| | - С.Филиппов ~90′ |     | - 18′ 65′ Морвиль | Зрителей: ~3000 Судья: А.Шульц |
| Санкт-Петербург: Гусаков (46' Шаверин)- П.Соколов (46' Н.Нестеров), А.Хухрин - Каракосов, Хромов, Лагунов - Статковский, Н.Детлов, В.Бутусов, Д.Киселёв, С.Филиппов · «Спорт»: Красовский - Мосс, Громов - Уверский, Виберг, Бодров - И.Егоров, Суворов, Томсен, Морвиль, В.Марков |                   |     |                   |                                |

8. Товарищеский матч
| 21 окт Неоф (8) | Санкт-Петербург | 6:1 | Одесса (II) | Поле ОБАК, Одесса |
| |                 |     | - Яворский  | Судья: Дж.Белл    |
| Санкт-Петербург: Шаверин - Хухрин, Громов - Виберг, Хромов, Лагунов - И.Егоров, Е.Боде, В.Бутусов, Д.Киселёв, С.Филиппов Одесса: Гробман - Ангерт, Ремер - Чугункин, Козельский, Гаврилов - Мимхо, Яворский, Прокопьев, Витис, Лившиц |                 |     |             |                   |

## Комментарии
1. ↑  К.Есенин указывал для сборной Москвы только междугородние и международные матчи[1]
2. ↑  В реестре матчей сборной Санкт-Петербурга (Петрограда, Ленинграда), опубликованном группой ленинградских историков и статистиков под редакцией Н.Киселёва[2] учтены только междугородние матчи со сборными городов и республик
3. ↑  Г.Калянов предложил разделение матчей на официальные и товарищеские (для сборной Москвы)[3]
4. ↑  в том числе недоигранные и аннулированные, а также сыгранные с неформатными сборными и клубами — все матчи, объявленные как матчи официальных турниров
5. ↑  Матчи второй, третьей и т. д. (дублёров), а также ведомственных (например, сборной профсоюзов) сборных считаются неформатными. Тем не менее, междугородние матчи и «русской», и «английской» сборных Санкт-Петербурга и Москвы начала века, согласно установившейся традиции, учитываются историками[4][5][1] в их реестрах
6. ↑  Тем не менее, несколько международных матчей 1910-х годов с командами, формально не соответствующими строго данному критерию, но в игровом плане нередко подавляюще превосходившими сборные Санкт-Петербурга и Москвы, учтены[6][7] в их реестрах
7. ↑  Соколов получил вывих ноги уже к 5 минуте. Попытки договориться с капитаном соперников о замене не дали результата. В первом тайме Соколов номинально пребывал на поле; после перерыва уже не вышел. На его место в обороне перешёл Лагунов, на место Лагунова в полузащите - Детлов.
8. ↑  Альтернативная версия — автогол Матрина или Н.Денисова — приводится в книге В.Внукова. Данный гол достаточно подробно описан в источниках: "...сильный удар С.Филиппова попадает во внутреннюю часть перекладины, от которой отскакивает к Матрину, который не успевает среагировать и лишь несильно отбивает его на оказавшегося рядом Н.Детлова, от которого мяч попадает в ворота" (по «Вечернему Времени»). «Футболист», «Вечернее Время», «Къ Спорту!», а также Ю.Лукосяк в своей книге следуют данному описанию; «Русскiй спортъ» также полностью повторяет его, явно перепутав при этом правых нападающих команд (Н.Денисова и Н.Детлова): "...Н.Денисов перехватывает несильно отбитый Матриным мяч и забивает третий гол". Только в «Биржевых ведомостях» без подробностей указан автогол москвичей.
9. ↑  Сборная Санкт-Петербурга направила протест во Всероссийский футбольный союз, обосновывая его превышением установленного лимита иностранных игроков в составе соперников. В реальности указанное ограничение не распространялось на футболистов-иностранцев, проживших в Российской империи не менее двух лет — с учётом этого состав сборной Одессы в финальном матче и, соответственно, сам финал были вполне легитимными. Тем не менее Всероссийский футбольный союз, учтя постфактум ряд нарушений регламента на предварительных стадиях, отменил результаты турнира и объявил его неразыгранным.
10. ↑  Имеются минимум четыре варианта состава сборной Петербурга в финальном матче. Утвержденный футбол-лигой состав-анонс, в котором М.Яковлев, Д.Лагунов и Е.Боде являются запасными, опубликованный до выезда в Одессу в газетах «Футболист» и «Русскiй спортъ», является основой для петербургских источников — как аутентичных, так и позднейших. Однако в одесских источниках (авторы которых имели возможность непосредственно наблюдать матч) эти игроки (полностью или частично) введены в состав (вместо соответственно А.Хухрина, Б.Виберга и Д.Киселёва). Косвенные аргументы (предполагаемые замены в составе в «утешительном матче» на следующий день, упоминания об участии в матчах тех или иных игроков, наличие или отсутствие полномочий у представителя питерской команды К.Бутусова на самостоятельные изменения утверждённого Комитетом лиги состава и т.п.) не дают непротиворечивой картины. Имеющееся фото не позволяет утверждать однозначно, что на нем запечатлен именно участвовавший в матче состав.